# Зимбабвийско-южноафриканские отношения
Южноафриканско-зимбабвийские отношения — двусторонние дипломатические отношения между ЮАР и Зимбабве. Южная Африка имеет посольство в Хараре, а Зимбабве — в Претории. Также у Зимбабве есть генеральное консульство в Йоханнесбурге. ЮАР традиционно является основным внешнеторговым партнером Зимбабве, также через порты Южной Африки осуществляется транзит зимбабвийских грузов. В ходе столкновений между властями Зимбабве и оппозицией в 2000-е годы именно ЮАР выступала посредником. Протяжённость государственной границы между странами составляет 230 км.

## История
Освоение Южной Родезии осуществлялось с территории ЮАР. Через южноафриканские порты товары Южной Родезии шли на внешний рынок. В 1909 году было предложено Южной Родезии войти в ЮАС, но на референдуме 1922 года белое население страны проголосовало за сохранение статуса самоуправляемой колонии. В 1965—1980 годы ЮАР и Южная Родезия были очень похожи — в обеих странах правило белое меньшинство, подавлявшее черное большинство, обе из-за этого оказались под международными санкциями и в дипломатической изоляции. В этих условиях два государства очень сблизились: ЮАР стала основным покупателем сельскохозяйственной продукции Южной Родезии, взамен Претория поставляла Яну Смиту вооружение и ГСМ для борьбы с повстанцами. Провозглашение независимой Зимбабве в 1980 году означало формальное прекращение дипломатических отношений с ЮАР до отказа этой страны от режима апартеида. Однако этот разрыв был скорее политическим и не означал прекращение экономического сотрудничества. В Хараре в этот период действовало торговое представительство ЮАР, через которое две страны поддерживали неофициальные контакты, а значительная часть зимбабвийской промышленности осталась в южноафриканской собственности. Поэтому на словах правительство Зимбабве поддерживало идею предоставления независимости Намибии (Юго-Западная Африка) от Южной Африки. В качестве председателя Прифронтовых государств на юге Африки, Зимбабве выступало против политики апартеида в Южной Африке и часто призывало к введению экономических санкций против правительства этого государства. Но Роберт Мугабе не разрешал использовать территорию Зимбабве для размещения повстанческих баз южноафриканских партизан. В 1994 году политика апартеида в ЮАР была прекращена и страны установили дипломатические отношения.

## Политические контакты
В 2000-е — 2010-е годы в Зимбабве постоянно шло политическое противостояние правящей верхушки во главе с Р. Мугабе и оппозиции. В этих условиях международным посредником стала ЮАР. Экс-президент ЮАР Табо Мбеки вел переговоры с Движением за демократические перемены и Зимбабвийским африканским национальным союзом — Патриотическим фронтом, чтобы помочь сформировать правительство национального единства. В то же время по остальным вопросам касающимися Зимбабве, Табо Мбеки предпочитал отмалчиваться. На эти переговоры Мбеки в 2007 году получил мандат САДК на посредничество между правящей партией Зимбабве ЗАНУ и обеими оппозиционными партиями. В 2008 году в Зимбабве прошли президентские выборы, которые закончились скандалом: победитель первого тура лидер оппозиции М. Цвангираи неожиданно снял свою кандидатуру за несколько дней до второго тура, обвинив своего соперника, действующего президента Р. Мугабе в запугивании оппозиционеров. В итоге во втором туре в июне 2008 году победил Р. Мугабе на безальтернативной основе. В этих условиях в июле того же года при посредничестве Мбеки Р. Мугабе и оппозиционные лидеры М. Цвангираи и Мутамабара подписали меморандум о взаимопонимании. Р. Мугабе остался президентом, но было создано коалиционное правительство во главе с М. Цвангираи. После вспышки заболевания холерой в Зимбабве, правящая партия в ЮАР Африканский национальный конгресс стала более нетерпимо относиться к политике Роберта Мугабе и настоятельно призвала стороны сформировать правительство национального единства.

## Экономическое сотрудничество
ЮАР традиционно является основным внешнеторговым партнером Зимбабве. Кроме того, значительная часть внешней торговли Зимбабве с третьими странами идет через южноафриканские порты. В начале 2010-х годов на ЮАР пришлось около 60 % внешней торговли Зимбабве. При этом доля Зимбабве во внешней торговле ЮАР незначительна — 3 % от внешнеторгового оборота ЮАР. Зимбабве поставляет в ЮАР в основном сырье и минералы, а закупает продовольствие, текстиль, информационно-коммуникационные технологии и многое другое. После фактического отказа в 2009 году Зимбабве от национальной валюты, объем зимбабвийско-южноафриканской торговли постоянно растет. В 2008 году экспорт из Зимбабве в ЮАР составил 417 млн долларов, а в 2012 году — уже 2 675 млн долларов. В 2008 году экспорт из ЮАР в Зимбабве составил 1185 млн долларов, а в 2012 году — 3207 млн долларов. ЮАР также остается крупным инвестором в экономику Зимбабве (прежде всего в банковскую сферу, горнодобывающую и легкую промышленность, розничную торговлю), хотя в этом плане лидером в последние годы стал Китай. В 2013 году ЮАР вложила в Зимбабве только 39 млн долларов, тогда как Китай — 375 млн долларов.